# Eudonia aequalis
Eudonia aequalis là một loài bướm đêm trong họ Crambidae.